# Pointe-Noire

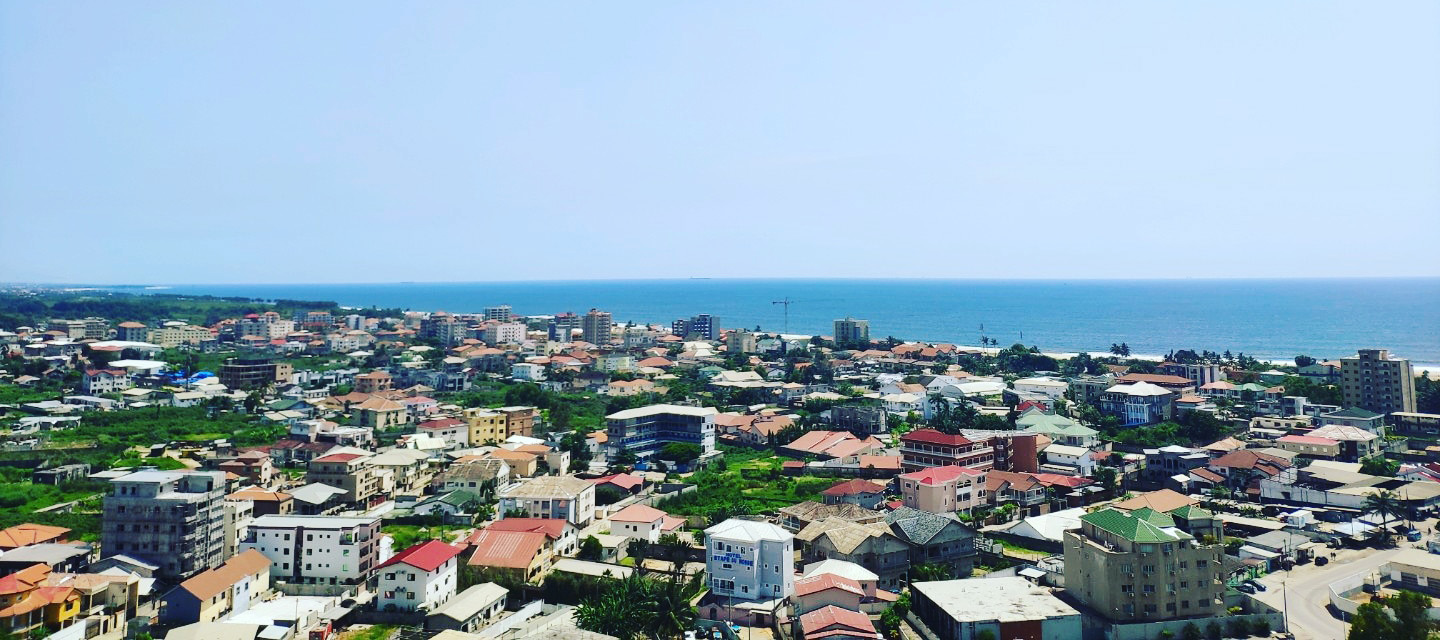
Urbanizacja strefy przybrzeżnej

Pointe-Noire – miasto w Kongu, od 2004 roku stanowi autonomiczny departament Konga, nad Oceanem Atlantyckim. Ponad 1,4 mln mieszkańców (stan na 2023 rok). Drugie co do wielkości miasto kraju. Siedziba rzymskokatolickiej archidiecezji Pointe-Noire.
Jest głównym ośrodkiem handlowym Konga, stanowi główny ośrodek przemysłu naftowego w kraju. Miasto jest znane także z przemysłu rybnego.

## Ludzie związani z Pointe-Noire
W 1986 roku urodził się w nim Guy Tchingoma, kongijski, a później gaboński piłkarz.

## Współpraca
- Hawr, Francja
- Nowy Orlean, Stany Zjednoczone